# Žitavská niva
Žitavská niva je geomorfologický podcelek Podunajské pahorkatiny. Tvoří ji území v blízkosti řeky Žitava.

## Vymezení
Podcelek leží východně od centrální části Podunajské pahorkatiny a vytváří pás území podél řeky Žitavy. Na severu a severozápadě ji ohraničuje Nitranská pahorkatina, v jižní části navazuje Nitrianská niva. Jihovýchodním směrem pokračuje Podunajská pahorkatina podcelkem Pohronská pahorkatina a na severovýchodě na krátkém úseku sousedí s Veľkým Inovcem, podcelkem Považského Inovce.

## Chráněná území
Na území Žitavské nivy leží následující maloplošná chráněná území:
- Maniansky park – chráněný areál
- Žitavský luh – přírodní rezervace
- Řeka Žitava – přírodní památka
- Žitavský park – chráněný areál
- Novoveský park – chráněný areál[2]

## Doprava
Severojižním směrem vede nivou silnice II/511 (Topoľčianky - Dvory nad Žitavou), v severní části ji kříží evropská silnice E58 v trase rychlostní silnice R1 a také silnice I/65 (Nitra - Žiar nad Hronom). V jižní části vede silnice I/51 (Nitra - Levice). Nivou vede železniční trať Nové Zámky - Zlaté Moravce, kterou v severní části křižuje trať Leopoldov-Kozárovce.